# Słońsk (gmina)
Pour les articles homonymes, voir Słońsk.
Słońsk est une gmina rurale (gmina wiejska) de la powiat de Sulęcin, dans la Voïvodie de Lubusz, dans l'ouest de la Pologne.
Son siège administratif (chef-lieu) est le village de Słońsk, qui se situe environ 25 kilomètres au nord-ouest de Sulęcin (siège de la powiat) et 36 kilomètres au sud-ouest de Gorzów Wielkopolski (capitale de la voïvodie).
La gmina couvre une superficie de 158,86 km2 pour une population de 4 958 habitants en 2010.

## Histoire
De 1975 à 1998, la gmina est attachée administrativement à la voïvodie de Gorzów.

Depuis 1999, elle fait partie de la voïvodie de Lubusz.

## Géographie
La gmina inclut les villages et localités de :

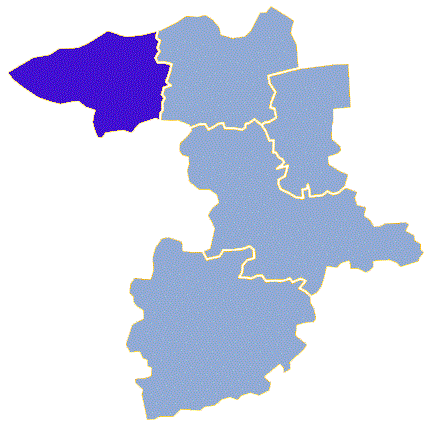
Plan de la gmina

- Budzigniew
- Chartów
- Głuchowo
- Grodzisk
- Jamno
- Lemierzyce
- Lubomierzycko
- Ownice
- Polne
- Przyborów
- Słońsk

### Gminy voisines
La gmina de Słońsk est voisine de:

la ville de:
- Kostrzyn nad Odrą

et des gminy suivantes :
- Górzyca
- Krzeszyce
- Ośno Lubuskie
- Witnica

## Structure du terrain
D'après les données de 2002, la superficie de la commune de Słońsk est de 374,87 kilomètres carrés, répartis comme telle :
- terres agricoles : 40 %
- forêts : 22 %

La commune représente 13,49 % de la superficie du powiat.

## Démographie
Données du 30 juin 2004:
| Description        | Total  | Total | Femmes | Femmes | Hommes | Hommes |
| ------------------ | ------ | ----- | ------ | ------ | ------ | ------ |
| Unité              | Nombre | %     | Nombre | %      | Nombre | %      |
| Population         | 4 771  | 100   | 2 388  | 50,1   | 2 383  | 49,9   |
| Densité (hab./km²) | 30     | 30    | 15     | 15     | 15     | 15     |